# Gleason (filme)
Gleason é um filme-documentário estadunidense de 2016 dirigido e escrito por Clay Tweel. Segue, por cinco anos, a história de Steve Gleason, jogador de futebol americano do New Orleans Saints que sofre de esclerose lateral amiotrófica (também designada por doença de Lou Gehrig e doença de Charcot). A obra documental foi lançada no Festival de Cinema de Sundance em 23 de janeiro de 2016.